# Кели (Грчка)
Кели (грч. Κελλί) је насељено место у општини Полигирос у периферији Средишња Македонија, Грчка. Према попису из 2021. године било је 67 становника.
Насеље је некада било манастирски метох на коме је 1928. године живело 74 житрља. Након што је метох откупљен почело је насељавање мештана околних села, те је Кели 1940. године имао 161 становника.